# 金井窪駅
金井窪駅（かないくぼえき）は、かつて東京都板橋区にあった東武鉄道東上本線の駅。

## 概要
1931年（昭和6年）に下板橋駅 - 大山駅間に開業。
現在の下板橋留置線と山手通りの間である板橋区大山金井町10番付近に存在した。当時の下板橋駅（現在の下板橋留置線内の東側）との駅間は僅か400メートルで、同線でも駅間の短いときわ台駅 - 中板橋駅間より短かった。開業から僅か15年足らずの1945年（昭和20年）4月13日の東京空襲によって被災しそのまま廃止された。
その後、駅東側の下板橋留置線は存続し、西側にあった留置線は東武鉄道変電所となっている。2008年5月、下板橋駅が金井窪駅がかつてあった場所に隣接する下板橋留置線に移転し、日本大学医学部附属板橋病院と下板橋駅を複合させる計画が発表された。
なお、2017年頃より鉄道同人誌内において、実際には金井窪駅の設備は被災していなかったこと、被災を免れた駅舎は下板橋保線区長の住宅として使用されたこと等が、当時勤務していた職員のエッセイが転載される形で掲載されており、被災により廃止されたことをはじめとして、廃止日等についても疑問を呈する動きがある。

## 歴史
- 1931年（昭和6年）9月27日 - 開業[1]。
- 1945年（昭和20年）4月15日 - 廃止。[要出典]

## 参考資料
- サークルTJ1914著『東上線三大ミステリー?研究本 : 田面沢・金井窪・啓志線』
- サークルTJ1914著『東上線三大ミステリー?研究本 : 田面沢・金井窪・啓志線 修正改訂版』